# Comuna Obuhiv, Murovani Kurîlivți
Obuhiv (în ucraineană Обухів) este o comună în raionul Murovani Kurîlivți, regiunea Vinnița, Ucraina, formată din satele Obuhiv (reședința), Petrivka și Prîvitne.

## Demografie
Componența lingvistică a satului Obuhiv
     Ucraineană (99,02%)
     Alte limbi (0,94%)
Conform recensământului din 2001, majoritatea populației satului Obuhiv era vorbitoare de ucraineană (99,02%), existând în minoritate și vorbitori de alte limbi.